# Gustaf Johan Taube
Gustaf Johan Taube, född 17 juli 1796 i Östuna socken i Stockholms län, död 22 september 1872 i Klara församling i Stockholm, var en svensk greve, militär, riksdagsman, hovmarskalk och ståthållare. Han var gift med hovdamen Christina Ulrika Taube.

## Biografi
Gustaf Taube blev 1815 kornett vid nybildade Livregementets dragonkår. Han blev 1816 löjtnant i armén, 1818 ryttmästare i generalstaben, 1819 löjtnant vid nämnda kår, 1828 major i armén, för att sedan få avsked 1829. Året därpå blev han hovmarskalk och kunde 1832 efterträda friherre Fredric Philip Klingspor som ståthållare vid Stockholms slott. Han lämnade ståthållarämbetet 1841 och mottog i samband med det Nordstjärneorden.
Taube bevistade riksdagarna 1823, 1828–1830, 1834–1835 (urtima) samt 1840–1841 för Ridderskapet och adeln.

## Familj
Gustaf Taube tillhörde den grevliga ätten Taube nr 112. Han var son till ryttmästaren greve Gustaf Didrik Taube och Sofia Magdalena Möller. Han gifte sig den 1 februari 1818 i Uppsala med hovmästarinnan Christina Ulrika Lagerbring, dotter till generallöjtnanten friherre Gustaf Olof Lagerbring och Margareta Ulrika Hård af Segerstad. Paret fick fem söner, bland dem Gustaf Eduard Taube. Gustaf Taube är den närmsta stamfadern för de fortlevande grenarna av greveätten Taube.

## Utmärkelser
- Riddare av Kungl. Nordstjärneorden, 13 juli 1841.[3]